# Княгинин (футбольний клуб)
«Княгинин» — аматорський футбольний клуб із села Підгайчиків Коломийського району Івано-Франківської області. Виступав в чемпіонаті ААФУ 2009 року. У 2010 році виступає в чемпіонаті Коломийського району.

## Відомі гравці
- Василь Тофан — ветеран івано-франківського «Спартака» та харківського «Металіста»
- Орест Дорош — колишній гравець  івано-франківського «Спартака», луцької Волині та латвійських футбольних клубів.